# Eugene Louis D’Souza
Eugene Louis D’Souza (1917 - 2003) là một Giám mục người Ấn Độ của Giáo hội Công giáo Rôma. Ông nguyên là Tổng giám mục chính tòa Tổng giáo phận Bhopal trước khi về hưu dưỡng. Trước đó, ông cũng từng đảm nhiệm các vị trí khác như Giám mục chính tòa Giáo phận Nagpur, sau thăng Tổng giám mục chính tòa Tổng giáo phận Nagpur. Ông còn là một nghị phụ tham dự đầy đủ Công đồng Vatican II.

## Tiểu sử
Tổng giám mục Eugene Louis D’Souza sinh ngày 15 tháng 11 năm 1917, tại Nagpur. Sau quá trình tu học dài hạn tại các cơ sở chủng viện theo quy định của Giáo luật, ngày 29 tháng 9 năm 1944, Phó tế D'Souza, 27 tuổi, tiến đến việc được truyền chức linh mục, cho dòng Missionaries of St. Francis de Sales d’Annecy [kí hiệu M.S.F.S.].
Chỉ sau 7 năm thực hiện các hoạt động mục vụ trên cương vị là một linh mục, ngày 12 tháng 7 năm 1951, tin tức từ Tòa Thánh chính thức xác nhận thông tin gây ngạc nhiên, Giáo hoàng đã xác nhận tuyển chọn linh mục trẻ tuổi Eugene Louis D’Souza, chỉ mới 33 tuổi, gia nhập Giám mục đoàn Công giáo Hoàn vũ, với vị trí được trao cho là Giám mục chính tòa Giáo phận Nagpur. Lễ tấn phong cho vị giám mục tân cử được tổ chức sau đó vào ngày 3 tháng 10 năm 1951, với phần nghi thức truyền chức chính yếu được cử hành các trọng thể bởi 3 giáo sĩ cấp cao. Chủ phong cho tân giám mục là Tổng giám mục Leo Peter Kierkels, C.P., Sứ thần Toà Thánh tại Ấn Độ. Hai vị còn lại, với vai trò phụ phong, gồm có Giám mục Joseph-Alphonse Baud, M.S.F.S., Giám mục CHính tòa Giáo phận Visakhapatnam và Giám mục Andrew Alexis D’Souza, Giám mục chính tòa Giáo phận Poona. Tân giám mục chọn cho mình châm ngôn:Love is Jesus Christ.
Tuy nhiên, chưa đầy 2 năm sau khi tấn phong làm Giám mục cho Nagpur, Tòa Thánh thông báo nâng cấp Giáo phận này lên hàng Tổng giáo phận. Đồng thời, Tòa Thánh cũng xác nhận việc tái bổ nhiệm Giám mục Eugene Louis D’Souza lãnh đạo coi sóc giáo phận trên một danh nghĩa mới là Tổng giám mục chính tòa. Các quyết định trên được công bố ngày 19 tháng 9 năm 1951.
Tuy vậy, nhiệm sở của Tổng giám mục D'Souza vẫn chưa cố định khi 10 năm sau khi được thăng Tổng giám mục, Tòa Thánh ra thông cáo đã quyết định thuyên chuyển Tổng giám mục này đến nhiệm sở mới, cụ thể là Tổng giáo phận Bhopal. Tin tức này được loan đi trên các phương tiện truyền thông Tòa Thánh vào ngày 13 tháng 9 năm 1963. Tổng giám mục D'Souza cũng được mời tham dự, và tham dự đầy đủ cả bốn giai đoạn của Công đồng Vatican II (1962 - 1965).
Sau hơn 30 năm làm Tổng giám mục Bhopal, Tổng giám mục D'Souza từ nhiệm vì quy định tuổi tác theo Giáo luật, và ngày 20 tah1ng 5 năm 1994, Tòa Thánh đã chấp thuận. Tổng giám mục D'Souza qua đời ngày 18 tháng 3 năm 2003.